# Rolf Järmann
Rolf Järmann (Arbon, 31 gennaio 1966) è un ex ciclista su strada svizzero.
Professionista dal 1988 al 1999, vinse una tappa al Tour de France e una al Giro d'Italia, due Amstel Gold Race, una Tirreno-Adriatico e un Giro di Polonia.

## Carriera
Divenne professionista nel 1987 con la formazione svizzera Isotonic-Cyndarella: in stagione vinse una tappa al Giro di Romandia, mentre nel 1988 fece suo lo Stausee Rundfahrt, classica del calendario rossocrociato. Passato nel 1989 alla Frank-Toyo, si aggiudicò la tappa di Cosenza al Giro d'Italia di quell'anno e, nel 1990, una tappa al Giro di Romandia, una al Giro di Svizzera e il campionato nazionale su strada. L'anno dopo in maglia Weinmann fece sua anche una frazione al Giro dei Paesi Baschi.
Nel 1992 passò all'italiana Ariostea, sotto la direzione di Giancarlo Ferretti: in due anni vinse una frazione al Tour de France 1992, l'Amstel Gold Race 1993 su Gianni Bugno e una tappa al Giro di Svizzera 1993, concludendo la corsa al secondo posto della generale alle spalle del compagno Marco Saligari.
Dal 1994 al 1996, ancora diretto da Ferretti, vestì la maglia della GB/MG Maglificio, vincendo nel 1995 il Giro del Lussemburgo a tappe e il Grand Prix de Ouest-France a Plouay. Nel 1997 si trasferì quindi in Francia, alla Casino: con questo team fece suoi il Giro di Polonia 1997, e l'anno dopo la Tirreno-Adriatico a tappe e la sua seconda Amstel Gold Race, in una volata a due su Maarten den Bakker. Concluse la carriera al termine della stagione 1999.
In un suo libro, Doping, Spitzensport als gesellschaftliches Problem ("Doping, sport professionistico come problema sociale"), Järmann ha ammesso l'utilizzo di EPO.

## Palmarès

### Strada
- 1986 (Dilettanti)

Classifica generale Tour de Suisse Orientale
- 1987 (Isotonic - Blacky, una vittoria)

2ª tappa Giro di Romandia (Romont > Le Locle)
- 1989 (Frank - Toyo, una vittoria)

4ª tappa Giro d'Italia (Scilla > Cosenza)
- 1990 (Frank - Toyota, tre vittorie)

1ª tappa Giro di Romandia (Moutier > Neuchâtel)
5ª tappa Giro di Svizzera (San Bernardino > Lenzerheide)
Campionati svizzeri, Prova in linea
- 1991 (Weinmann - Eddy Merckx, una vittoria)

4ª tappa Giro dei Paesi Baschi (Vera de Bidasoa > Ataun)
- 1992 (Ariostea, una vittoria)

12ª tappa Tour de France (Dole > Saint-Gervais)
- 1993 (Ariostea, quattro vittorie)

1ª tappa Grand Prix Pony Malta (Mosquera > Tocancipá)
Classifica generale Grand Prix Pony Malta
Amstel Gold Race
7ª tappa Giro di Svizzera (Briga-Glis > Isone)
- 1995 (MG Maglificio - Techno gym, cinque vittorie)

2ª prova Gran Premio Sanson (Vicenza > Monte Berico)
3ª prova Gran Premio Sanson (Castelfranco Veneto)
2ª tappa Giro del Lussemburgo (Beckerich > Bertrange)
Classifica generale Giro del Lussemburgo
Grand Prix de Ouest-France
- 1997 (Casino - C'est votre équipe, una vittoria)

Classifica generale Giro di Polonia
- 1998 (Casino - AG2R, tre vittorie)

Classifica generale Tirreno-Adriatico
2ª tappa Setmana Catalana (Lloret de Mar > Castelló d'Empúries)
Amstel Gold Race

#### Altri successi
- 1988 (Cyndarella-Isotonic)

Stausee Rundfahrt
- 1990 (Frank - Toyo)

1ª tappa Dekra Open Stuttgart (Schwäbisch Gmünd, cronosquadre)
- 1992 (Ariostea)

3ª tappa Parigi-Nizza (Saint-Étienne, cronosquadre)
- 1993 (Ariostea)

Criterium di Arbon
- 1994 (GB-MG Maglificio - Bianchi)

1ª tappa, 1ª semitappa Tour Méditerranéen (Beziers, cronosquadre)
3ª tappa Tour de France (Calais > Eurotunnel, cronosquadre)
- 1999 (Post Swiss Team)

Elgg

### Pista
- 1988

Campionati svizzeri, Corsa a punti

## Piazzamenti

### Grandi Giri
- Giro d'Italia

1988: 48º
1989: 38º
1990: 71º
1998: 85º
- Tour de France

1991: 83º
1992: 62º
1993: 54º
1994: 73º
1995: 67º
1996: 90º
1997: ritirato (16ª tappa)
- Vuelta a España

1996: ritirato (16ª tappa)

### Classiche monumento
- Milano-Sanremo

1991: 31º
1996: 38º
1997: 20º
1998: 16º
- Giro delle Fiandre

1990: 57º
1991: 54º
1992: 82º
1994: 43º
1996: 24º
1997: 29º
1998: 70º
- Parigi-Roubaix

1995: 63º
1997: ritirato
- Liegi-Bastogne-Liegi

1988: 53º
1989: 49º
1990: 31º
1993: 50º
1997: 81º
1998: 91º
- Giro di Lombardia

1991: 76º
1995: 57º
1997: ritirato
1998: 38º

### Competizioni mondiali
- Campionati del mondo

Ronse 1988 - In linea Professionisti: ritirato
Chambéry 1989 - In linea Professionisti: ritirato
Utsunomiya 1990 - In linea Professionisti: 54º
Benidorm 1992 - In linea Professionisti: ritirato
Oslo 1993 - In linea Professionisti: 23º
Agrigento 1994 - In linea Elite: ritirato
Duitama 1995 - In linea Elite: ritirato
San Sebastián 1997 - In linea Elite: ritirato
Valkenburg 1998 - In linea Elite: ritirato
- Giochi olimpici

Atlanta 1996 - In linea: 105º